# 放課後の性春
『放課後の性春』（ほうかごのせいしゅん）は、オナニーマシーンとサンボマスターによるスプリットアルバム。2003年7月2日発売。発売元はSony Music Records。

## 解説
両者のメジャー・デビュー作。
1 - 5曲目がオナニーマシーン、6 - 10曲目がサンボマスター。
CD帯に銀杏BOYZの峯田和伸がコメントを寄せている。

## 収録曲
- 作詞・作曲：イノマー（1〜5）[4]、山口隆（6,7,10）[5][6][7]、サンボマスター（8,9）[8][9]

1. めんどくせー (3:26)[10]
2. ラブワゴン (6:39)[10]
3. ボクはストーカー (3:24)[10]
4. ソーシキ (5:51)[10]
ミュージック・ビデオが作られ、サンボマスター、怒髪天など数組のバンドが出演。
5. ポコチン (2:39)[10]
「線路は続くよどこまでも」の替え歌。
6. さよならベイビー (3:03)[10]
次作に「アルバム・バージョン」が収録。
7. 美しき人間の日々 (3:29)[10]
メジャー1枚目のシングル「美しき人間の日々」としてリメイク。10枚目のシングル「very special!!」には「世界ロック選抜バージョン」として2007年ライブ「世界ロック選抜」新宿コマ劇場公演で演奏された音源が収録。
8. 手紙 (4:48)[10]
2枚目のシングル「月に咲く花のようになるの」に「キング オブ ソウル ミックス」と題したリミックス盤が収録。7枚目のシングル「手紙」に「手紙 〜来たるべき音楽として〜」として新録。
9. ふたり (4:51)[10]
10. そのぬくもりに用がある (5:11)[10]
ミュージック・ビデオが作られている（同年6月撮影）[1]。なお撮影中、ベースの近藤洋一が転倒、骨にヒビが入る[1]。メジャー1枚目のシングル「美しき人間の日々」カップリングに「スタジオライブバージョン」収録。